# Erma Bombeck
Erma Louise (Harris) Bombeck (Dayton, 21 de fevereiro de 1927 — São Francisco, 22 de abril de 1996) foi uma humorista americana que alcançou grande popularidade por sua coluna de jornal que descrevia a vida em casa suburbana a partir de meados da década de 1960 até o final dos anos 1990. Bombeck também publicou 15 livros, dos quais muitos se tornaram bestsellers. De 1965 a 1996, Erma Bombeck escreveu mais de 4 000 colunas de jornal narrando a vida comum de uma dona de casa suburbana do meio-oeste, com ampla e, por vezes, eloquente humor. Na década de 1970, suas colunas foram lidas, duas vezes por semana, por 30 milhões de leitores de 900 jornais dos Estados Unidos e Canadá.

## Infância
Erma Fiste nasceu em Bellbrook, Ohio, em uma família da classe trabalhadora, e criada em Dayton. Seus pais eram Erma (nascida Haines) e Cassius Edwin Fiste, que era o operador de guindaste da cidade. A jovem Erma vivia com sua meia-irmã mais velha por parte de pai, Thelma. Ela começou a escola primária um ano antes do que o normal para a sua idade, em 1932, e tornou-se uma excelente aluna e leitora ávida. Ela gostava particularmente dos escritores de humor populares da época. Após a morte de seu pai, em 1936, ela muda-se com a sua mãe, na casa de sua avó. Em 1938, sua mãe casa-se novamente, com Albert Harris. Erma praticava sapateado e canto, e foi contratada por uma emissora de rádio local para revista infantil por oito anos.

## Livros
- At Wit's End, Doubleday, 1967.
- Just Wait Until You Have Children of Your Own, Doubleday, 1971. Escrito com Bil Keane.
- I Lost Everything in the Post-Natal Depression, Doubleday, 1974.
- The Grass is Always Greener Over the Septic Tank, McGraw-Hill, 1976.
- If Life is a Bowl of Cherries, What Am I Doing in the Pits?, McGraw-Hill, 1978.
- Aunt Erma's Cope Book, McGraw-Hill, 1979.
- Motherhood: The Second Oldest Profession, 1983.
- Family — The Ties that Bind ... and Gag!, 1987.
- I Want to Grow Hair, I Want to Grow Up, I Want to Go to Boise: Children Surviving Cancer, 1989. American Cancer Society's Medal of Honor in 1990. (Os lucros da publicação deste livro foram doados a um grupo de saúde- organizações relacionadas.)
- When You Look Like Your Passport Photo, It's Time to Go Home, 1991.
- A Marriage Made in Heaven ... or Too Tired For an Affair, 1993
- All I Know About Animal Behavior I learned in Loehmann's Dressing Room, ISBN 0060177888 HarperCollins 1995
- Forever, Erma: Best-Loved Writing From America's Favorite Humorist

## Frases
- "A insanidade é hereditária. Você pode pegá-la com seus filhos."
- "Minha segunda tarefa doméstica favorita é passar roupa. Minha primeira é bater a cabeça no beliche de cima até eu desmaiar."
- "Não há nada mais triste neste mundo do que acordar na manhã de Natal e não ser uma criança."
- "Se um homem assistir a três jogos de futebol seguidos, ele deve ser declarado legalmente morto."
- "As sogras que usam uma braçadeira preta no casamento são dispensáveis."
- "A única razão pela qual eu começaria a correr é para poder ouvir a respiração pesada novamente."
- "Lençóis passados são um perigo para a saúde."
- "O riso surge da tragédia, quando você mais precisa, e o recompensa por sua coragem."
- "Os sonhos têm apenas um dono de cada vez. É por isso que os sonhadores são solitários."
- "Quando eu estiver diante de Deus no final da minha vida, eu espero que eu não tenha um único pouco de talento sobrando, e possa dizer: 'Eu usei tudo o que você me deu'."
- "Em geral, meus filhos se recusavam a comer qualquer coisa que não tivesse dançado na TV."
- "Quando o humor acaba, lá se vai a civilização."
- "Aproveite o momento. Pense em todas aquelas mulheres no 'Titanic' que acenaram para o carrinho de sobremesas."
- "Nunca empreste seu carro para quem você deu à luz."
- "A grama é sempre mais verde sobre a fossa séptica."
- "Uma criança precisa mais do seu amor quando menos merece."
- "Há uma linha tênue que separa o riso e a dor, a comédia e a tragédia, o humor e a mágoa."
- "É preciso muita coragem para mostrar seus sonhos a outra pessoa."
- "Se você pode rir disso, você pode viver com isso."
- "Eu disse que estava doente." (Ela pediu que este fosse seu epitáfio.)
- "Eu não lutei para chegar ao topo da cadeia alimentar para ser vegetariano".[2]